# نارسيسا مالفوي
نارسيسا مالفوي (بالإنجليزية: Narcissa Malfoy)‏ هي شخصية خيالية لساحرة في سلسلة هاري بوتر للمؤلفة البريطانية ج. ك. رولينج زوجة لوشيوس مالفوي و والدة دراكو مالفوي و هي أيضا أحد أفراد عائلة بلاك المشهورة في السلسلة وابنة لاثنين من أفراد عائلة بلاك هما سيغنوس ودرويلا (روزير) بلاك وهي الأخت الصغرى لكل من بيلاتريكس لسترانج وأندروميدا تونكس، وصفتها ج. ك. رولينج في الكتب بأنها شقراء، ذات وجه شاحب، وكانت لتبدو جميلة لولا أنها ترفع أنفها بطريقة وكأن هناك رائحة سيئة تحت أنفها.
ظهرت لأول مرة في هاري بوتر وكأس النار في مباراة كأس العالم للكويديش. لم تظهر ثانية إلا في هاري بوتر والأمير الهجين، حيث جعلت سيفروس سناب يعدها أنه سيحمي ابنها.
في هاري بوتر ومقدسات الموت، وعندما أطلق فولدمورت تعويذة الموت على هاري، طلب من نارسيسا أن تتحقق من موته، وبالرغم أنه كان حياً، إلا أنها كذبت لتتمكن من الدخول إلى هوغوورتس والاطمئنان على ولدها. في آخر الكتاب، كانت عائلة مالفوي تنظر حولها بخوف ودهشة، بعد أن نجحت ثانية في البقاء خارج أزكابان.
تلعب دورها في الفيلم السادس الممثلة هيلين ماكوري، التي كان من المفترض أن تقوم بدور بيلاتريكس لسترانج و لكنها تخلت عن الدور بسبب حملها ثم عادت لتعلب دور أخت بيلاتركيس ليسترانج الصغرى نارسيسا مالفوي.